# Kloster Aubepierre
Das Kloster Aubepierre (Albae petrae, Aube-Pierres; nicht zu verwechseln mit dem Nonnenkloster Aubepierre im Département Haute-Vienne oder dem Kloster Longuay in der Gemeinde Aubepierre-sur-Aube im Département Haute-Marne) ist eine ehemalige Zisterzienserabtei in der Gemeinde Méasnes im Département Creuse, Region Nouvelle-Aquitaine, in Frankreich, rund 20 km nördlich von Dun-le-Palestel. Es lag in einem Talgrund am Zusammenfluss von zwei Bächen.

## Geschichte
Das im Jahr 1149 als unmittelbares Tochterkloster der Primarabtei Clairvaux gegründete Kloster blieb immer klein. Allerdings gelang kurz nach seiner Gründung die Gründung des Tochterklosters Les Pierres. Das Kloster wurde 1569 von protestantischen Truppen des Herzogs von Zweibrücken niedergebrannt. In der Französischen Revolution wurde das Kloster 1791 aufgelöst. Anschließend verfiel es zur Ruine und wurde als Steinbruch genutzt. Das rechteckige Wasserbassin wurde wieder errichtet.

## Bauten und Anlage
Die Anlage ist vollständig verschwunden. 